# Énergie éolienne en Champagne-Ardenne
 (avril 2023).
La région Champagne-Ardenne est la première région française en matière de production d'énergie éolienne, devant la Picardie et la Bretagne.

## Statistiques
La région Champagne-Ardenne compte 87 parcs éoliens en septembre 2015, avec près de 800 mâts et une puissance installée totale de 1 595 MW.

## Atouts de la région
Depuis que la France a décidé d'augmenter la part des énergies renouvelables dans sa production électrique, la région fait valoir ses atouts pour cette solution énergétique :
- vastes espaces disponibles et accessibles ;
- faible densité de population (52 habitants au km² contre 111 au niveau national) ;
- habitants regroupés ;
- vastes espaces où les vents ne descendent pas au-dessous du minimum exigé (22 à 25 km/h à 50 mètres du sol).

## Principaux parcs éoliens
- Seine Rive-Gauche Nord (SRN), inauguré en septembre 2015, dans le nord-ouest de l'Aube, est le troisième plus grand parc éolien de France ; ses 30 turbines de 100 mètres de haut, construites par l'allemand Nordex et exploitées par la société picarde H2air, développent depuis sa mise en service industriel quelques mois auparavant une puissance totale de 75 MW. La production annuelle de ses quatre champs est estimée à environ 183 000 MWh[2].
- Germinon (Marne) : 30 éoliennes, 75 MW, 2010, GDF-Suez[3]
- Entre Seine et Aube (Aube)
- Herbissonne (Aube)
- Fère-Champenoise-Euvy-Corroy (Marne) : 18 éoliennes, 45 MW, 2011
- Plaine auboise (Aube) : 18 éoliennes, 41,4 MW, 2009
- La Chapelle (Marne) : 17 éoliennes, 34 MW, 2012
- Machault  (Ardennes) : 16 éoliennes, 32 MW, 2010
- Seine Rive-Gauche Sud (Aube) : 16 éoliennes, 32 MW, 2012
- Vent de Cernon (Marne) : 11 éoliennes, 27,5 MW, 2008

## Projets
La région se fixe pour objectif une puissance installée de 2 870 MW en 2020. Une filière voit progressivement le jour : depuis 2007, à la demande des sociétés exploitantes, une formation en maintenance éolienne, première du genre en France, est dispensée dans un lycée de Charleville-Mézières (Ardennes), sortant une trentaine de personnes chaque année.
Plus récemment, l'Aube s'est positionnée sur l'enjeu du stockage et de la distribution à la demande avec deux projets pilotes :
- à Vendeuvre-sur-Barse, le projet Venteea (« Voir l'énergie naturelle transformer l'exploitation de l'électricité dans l'Aube »), doté de 3 millions d'euros sur trois ans et porté par ERDF et l'UTT de Troyes, expérimente des réseaux intelligents qui permettent de « lisser » la production ; à quelques kilomètres de là, à Chervey, un accumulateur lithium-ion reste le plus gros stockage français d'électricité éolienne (2 MW) ;
- le projet Flyprod, lui aussi reconnu investissement d'avenir par l'État, dispose de 14,6 millions d'euros sur trois ans et demi pour explorer à Troyes les techniques du stockage d'électricité par volant d'inertie[2].

Le projet de parc éolien du Mont des Quatre Faux, dans les Ardennes à 15 km au sud de Rethel, lancé en 2005 par la société Windvision et racheté en 2014 par EDF Énergies Nouvelles, est en 2015 au stade des concertations. Il comprendrait, sur 5 000 hectares, 52 éoliennes de 7,5 MW de 200 mètres de haut totalisant 390 MW, ce qui en ferait le plus grand parc français. Le 3 avril 2025, la cour administrative d'appel de Nancy annule deux arrêtés préfectoraux qui avaient autorisé l'implantation des 63 éoliennes du parc en projet du Mont des Quatre Faux (226 MW). Ce projet, qui aurait été le plus grand parc français d'éoliennes terrestres, est porté à parité par EDF Renouvelables et Renner Energies (ex-Windvision). La Cour annonce comme motif les « effets d'encerclement et de saturation visuelle pour les habitants » que créerait le parc éolien. Or les projets « en grandes plaques » sont plus rentables, grâce à un coût de raccordement mutualisé entre les éoliennes.